# Thiès

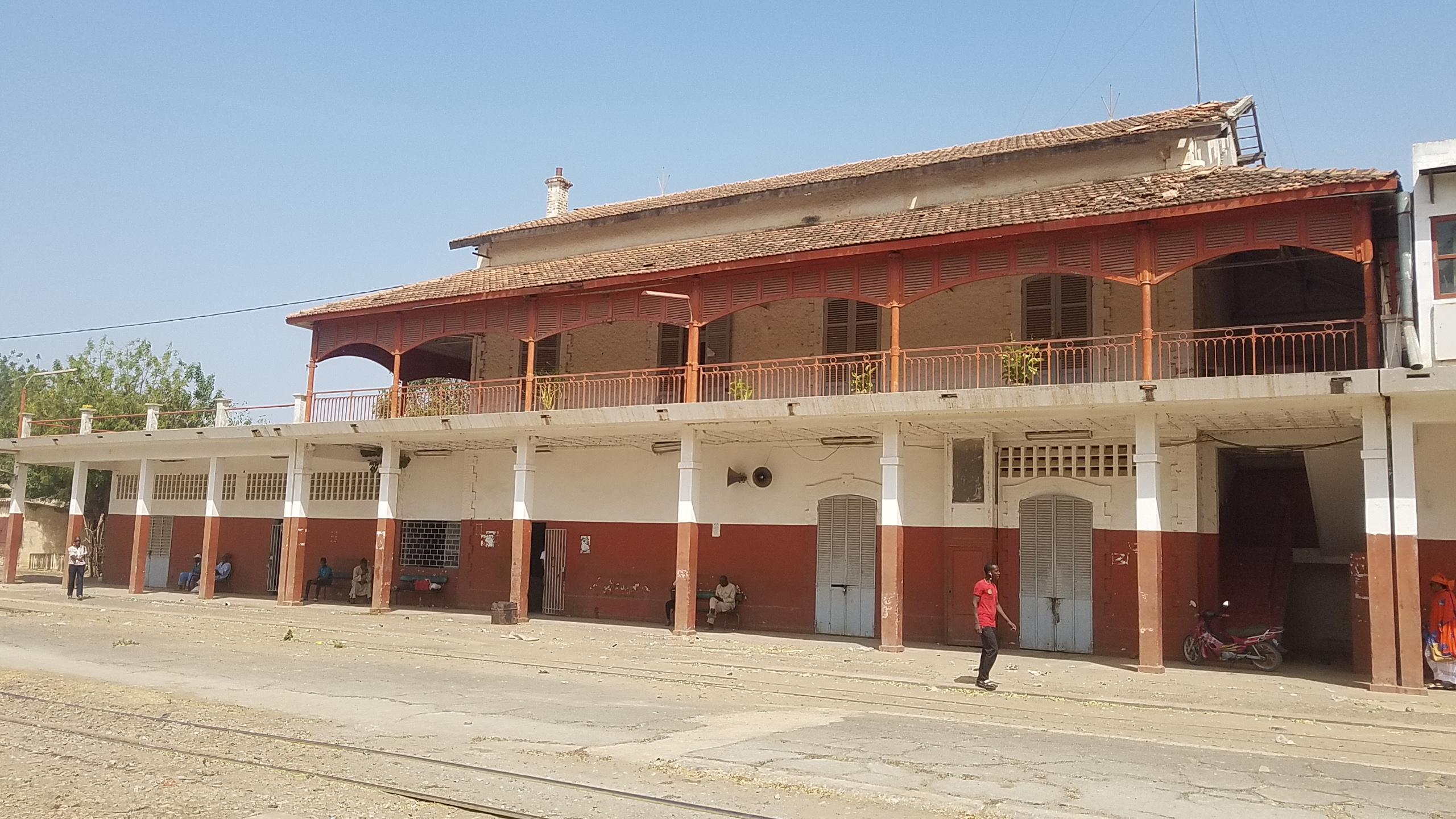
Estação ferroviária

Thiès é a terceira maior cidade do Senegal. Está localizada a cerca de 72 km da capital do país, Dakar. A cidade tem uma população estimada em cerca de 765 mil habitantes . É a capital da região administrativa homônima. 

## Dialeto
A língua oficial é o francês mas, como em toda a África, há muitas outras línguas, sendo a principal no local o wollof. Thiès na verdade é caixa em wollof. A explicação é que quando os franceses chegavam eles traziam muitas caixas, mas os nativos do Senegal não sabiam pronunciar a palavra em francês (caisse), então a pronunciavam em wollof. 